# Seleção Israelense de Futebol Americano
A Seleção Israelense de Futebol Americano é a seleção que defende Israel nas partidas e competições de Futebol Americano.

## Liga Nacional
A IFL tem duas conferências com cinco times cada:
Norte
- Haifa Underdogs
- Tel-Aviv Pioneers
- Tel-Aviv Sabres
- Nahariya Northern Stars
- Herzliya Hammers

Sul
- Jerusalem Lions
- Be'er Sheva Black Swarm
- Petah Tikva Troopers
- Judean Rebels
- Jerusalem Kings

## Roster
| Quarterbacks - 8 Matt Kauffman (Haifa Underdogs) - 10 Misha Belov (WR) - 11 Shay Kerem - 13 Naty Landau Running Backs - 9 David Rabinsky (FB) - 21 David Fitoussi - 24 Ofek Essenfeld - 28 Ofir Levy - 30 Amitai Chubinsky (FB) Wide Receivers - 7 Barak Katzir (KR) - 80 Shai Hillman - 88 Gideon Reiz (Judean Rebels) Tight Ends - 82 Amit Kolton (Haifa Underdogs) - 84 Shmuel Halpern (Jerusalem Lions) - 89 Adam Davis (Ramat haSharon Hammers) Offensive Linemen - 51 Yonatan Eliyahu (Judean Rebels) - 60 Aviram Cohen (Raanana) - 68 Erez Pahima (Judean Rebels) - 72 Amir Nakar (Haifa Underdogs) - 75 Elad Ohana (Ramat haSharon Hammers) - 76 Ehud Sharon (Judean Rebels) - 79 Yaniv Kovalsky (Judean Rebels) |  | Defensive Linemen - 47 Sandro Kalandadze (Beer Sheva Black Swarm) - 50 Leon Gikher (Haifa Underdogs) - 65 Eyal Franfurter (Judean Rebels) - 67 Avia Shermak (Tel Aviv Pioneers) - 78 Uria Loberbom (Judean Rebels) - 97 Evyatar Hacohen (Rehovot Silverbacks) - 98 Idan Melchior (Beer Sheva Black Swarm) - 99 Yizhak Manshuri (Petah Tikva Troopers) Linebackers - 42 Or Shalom (Tel Aviv Pioneers) - 52 Asaf Katz (Tel Aviv Pioneers) - 53 Niv Medlinger (Haifa Underdogs) - 56 Jeremiah Jelski (Judean Rebels) - 64 Noam Dalal (Tel Aviv Pioneers) Defensive Backs - 20 Dani Eastman (KR - Judean Rebels) - 21 Ariel Back (Judean Rebels) - 22 Ehud Klein (Beer Sheva Black Swarm) - 23 Ori Rafaelovich (Jerusalem Lions) - 24 Jason Hess (Judean Rebels) - 28 Guy Halberthal (Haifa Underdogs) - 31 Mica Allon (Haifa Underdogs) Special Teams - 7 Gal Mesika (Tel Aviv Pioneers) K/P |

## Uniformes
| Helmet   |      |           |
| Left arm | Body | Right arm |
| Trousers |      |           |
| Socks    |      |           |
| Casa     |      |           |

| Helmet   |      |           |
| Left arm | Body | Right arm |
| Trousers |      |           |
| Socks    |      |           |
| Fora     |      |           |